# 세케이 지대

세케이 지대의 기

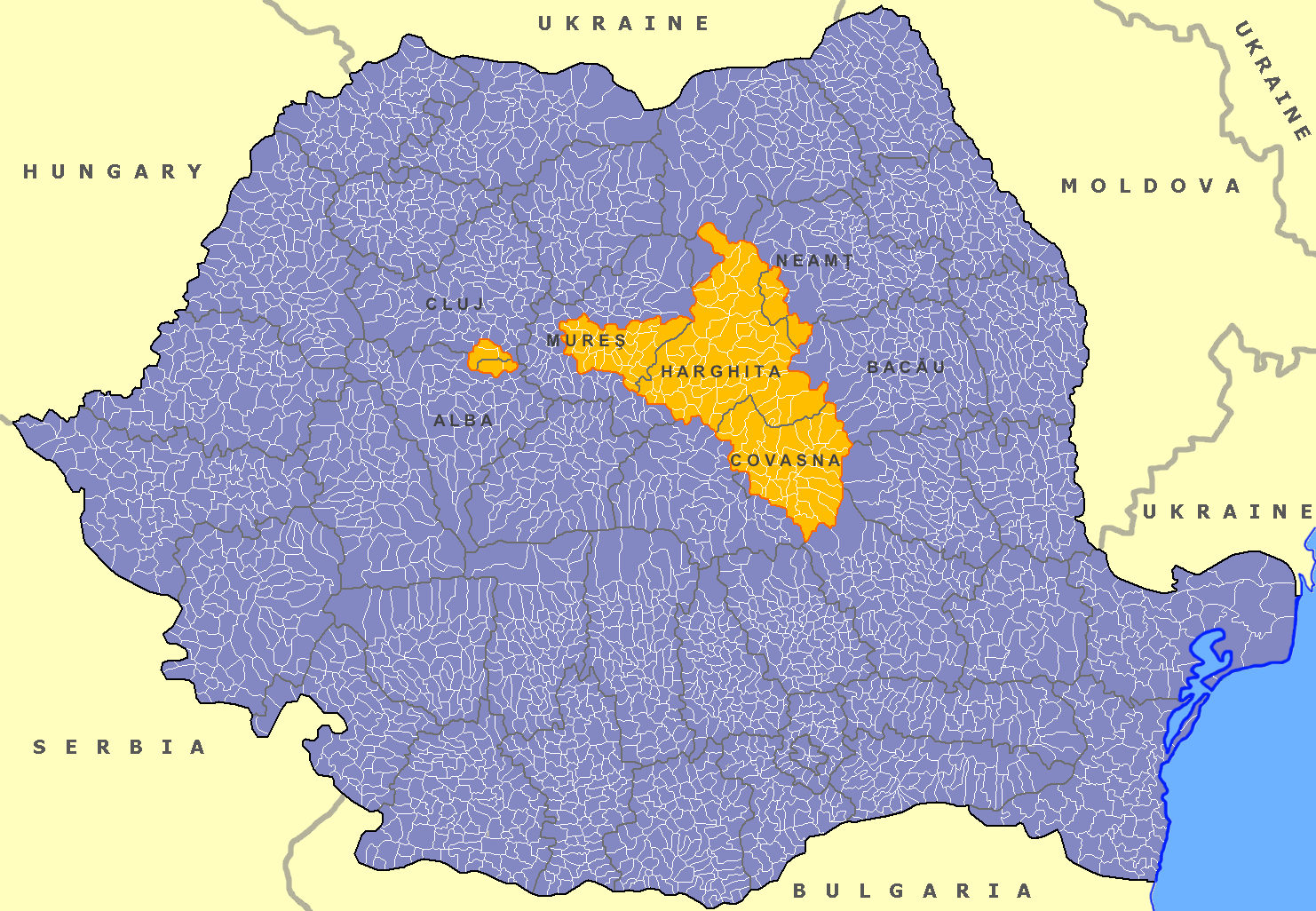
루마니아 지도에 표시된 세케이 지대의 위치

세케이 지대(헝가리어: Székelyföld, 루마니아어: Ținutul Secuiesc, 독일어: Szeklerland, 라틴어: Terra Siculorum)는 루마니아의 역사적이고 민족주의적인 지역이다. 세케이인이 다수를 차지한다. 이 지역의 가장 큰 도시 (정착지)는 터르구무레슈이다.